# NGC 6323
NGC 6323 é uma galáxia espiral (Sab) localizada na direcção da constelação de Hercules. Possui uma declinação de +43° 46' 56" e uma ascensão recta de 17 horas, 13 minutos e 17,9 segundos.
A galáxia NGC 6323 foi descoberta em 12 de Julho de 1876 por Édouard Jean-Marie Stephan.